# Pristimantis leucopus
Pristimantis leucopus es una especie de anfibio anuro de la familia Craugastoridae.

## Distribución
Esta especie se encuentra entre los 2300 y 2900 m de altitud en la Cordillera Oriental:
- en Ecuador en la provincia de Sucumbíos;
- en Colombia en los departamentos de Putumayo y Nariño.[4]

## Descripción
Los machos miden de 30.0 a 37.8 mm y las hembras de 42.3 a 44.0 mm.

## Publicación original
- Lynch, 1976 : A new high Andean slope species of Eleutherodactylus (Amphibia: Leptodactylidae) from Colombia and Ecuador. Proceedings of the Biological Society of Washington, vol. 88, n.º 32, p. 351-354[5]